# 五宝镇 (自贡市)
五宝镇，是中华人民共和国四川省自贡市贡井区下辖的一个乡镇级行政单位。

## 行政区划
五宝镇下辖以下地区：
五宝社区、五宝村、高林村、莲花村、大同村、凤翔村、楼房村、香枫村、九曲村、照石村、田坝村、保证村、云峰村、平房村、吴家村、恒丰村、中华村、七凤村、观塘村、蔡家村、王家社区村、堂煌村、艾家村和复兴村。

## 特产
五宝花生：中国地理标志产品。